# エスタディオ・ルタ・デ・ラ・プラタ
エスタディオ・ルタ・デ・ラ・プラタ（Estadio Ruta de la Plata）は、スペイン・カスティーリャ・イ・レオン州サモラ県サモラにあるサッカー専用スタジアム。サモラCFがホームスタジアムとして使用している。

## 概要
サモラ県最大の収容人数を誇る7,813人収容のスタジアムとして、サモラ市議会主導の下、建設が進められ、2002年9月1日、サモラCF対CDオウレンセの試合でこけら落としとなり、1-1の引き分けに終わった。
スタジアム初の国際試合は2003年4月1日に行われたUEFA U-21欧州選手権2004予選のU-21スペイン代表対U-21アルメニア代表の試合であり、ミケル・アルテタやハビエル・ポルティージョらのゴールでスペイン代表が5-0で快勝した。